# استان جنوا
استان جنوا (به ایتالیایی: Province of Genoa) استانی در منطقه لیگوریا ایتالیا است.

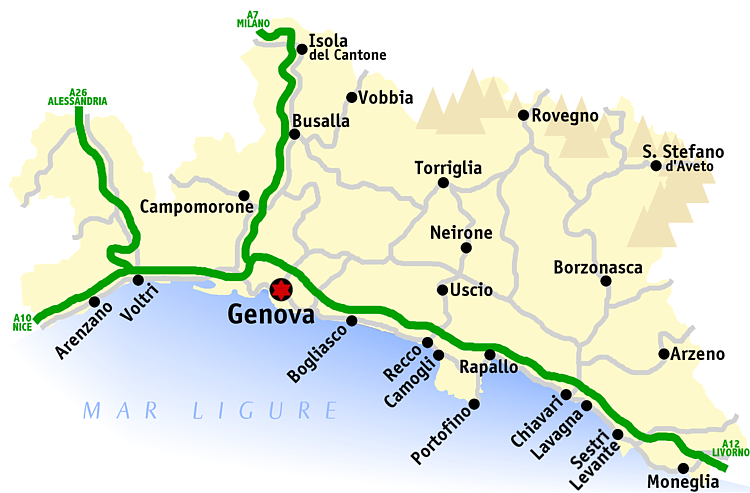
Map of the Province of Genoa